# Сереньи, Либер
Либе́р Сере́ньи Моске́ра (исп. Líber Seregni Mosquera, 13 декабря 1916, Монтевидео — 31 июля 2004, там же) — уругвайский политический и военный деятель, генерал. Лауреат Международной Ленинской премии «За укрепление мира между народами» и Золотой медали мира им. Жолио-Кюри.

## Биография
Родился в трудовой семье в пригороде г. Монтевидео. Окончил «Бразильскую школу» («Escuela Brasil») и военное училище. С 1931 года в армии, с 1933 года лейтенант. В 1937 году арестовывался за участие в демонстрации в поддержку Испанской республики.
С начала 1930-х участвовал в политической жизни страны, состоял в партии Колорадо

## Военная карьера
Проходил службу в гарнизонах г. Монтевидео, работал в военно-топографических службах вооружённых сил страны (имеет квалификацию техника-геодезиста), специализировался на астрономии, изучал астрофизику в обсерватории Тонанцинтла (Мексика).
Был помощником военного атташе Уругвая в Мексике.

В 1949 году окончил курсы генерального штаба Мексики и до середины 1960-х годов одновременно со службой в вооружённых силах преподавал в высших военных учебных заведениях Уругвая, занимал посты заместителя начальника штаба сухопутных сил и начальника генеральной инспекции армии. С 1958 года полковник. Работал военным атташе в посольствах Уругвая в Мексике и США.
Организовал эвакуацию города Пасо-де-лос-Торос во время сильнейшего паводка 1959 года.
В 1963 году присвоено звание генерала, назначен командующим 2-м военным округом (департамент Сан-Хосе), затем — командующим 1-м военным округом (департамент Монтевидео).
В 1968 году подал в отставку в знак несогласия с политикой репрессий и попрания конституционных прав, проводимой режимом, также коррупцией.

## Политическая деятельность
В 1971 году ушёл из партии Колорадо, участвовал в создании левого политического движения Широкий фронт (ШФ) и стал одним из его руководителей.

В том же году был выдвинут кандидатом на пост президента. При голосовании занял 1-е место в столице. В обстановке массовых фальсификаций получил 18,3 % голосов (3-е место).

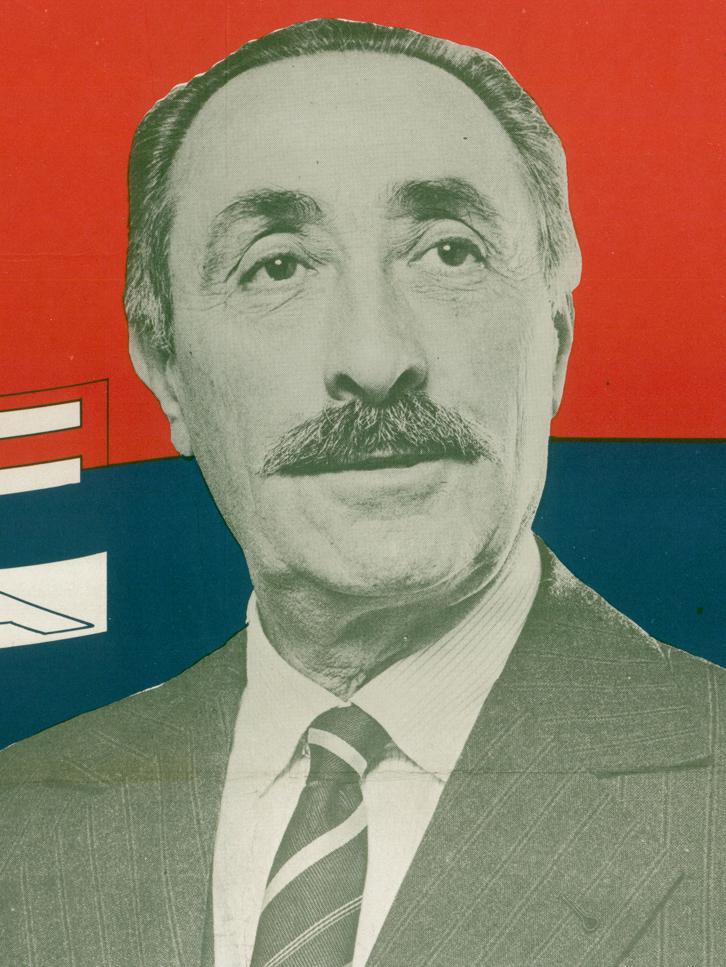
Изображение на агитационных материалах Широкого фронта

В июле 1973 года был арестован, содержался в тюрьме, в 1974 году освобождён под залог, находился под домашним арестом, лишён звания генерала. В 1976 году вновь арестован, находился в тюрьме города Мальдонадо, в 1978 году приговорён к 14 годам тюремного заключения по обвинению в подстрекательстве к мятежу и государственной измене. Во время заключения получил широкую международную известность.
Из тюрьмы был освобождён после восстановления демократии в стране, 19 марта 1984 года.
В 1987 году избран президентом ШФ, был выдвинут кандидатом на пост президента на выборах 1989 года. На выборах получил 20,35 % голосов (2-е место, у победителя, Луиса Лакалье,— 21,63 %). Будучи умеренно левым политиком, не всегда понимаемый и поддерживаемый соратниками, чаще старался выступать в качестве объединяющей и примирительной стороны.
5 февраля 1996 года ушел с поста президента ШФ. В том же году основал «Центр стратегических исследований 1815».
В 2003 году, во время 4-го съезда ШФ, объявил о своём уходе из активной политики. В 2004 году распустил «Центр стратегических исследований 1815» и выступил со своей последней речью, которая считается его политическим завещанием.
Умер за 3 месяца до победы ШФ и его кандидата Табаре Васкеса на парламентских и президентских выборах. Похоронен со всеми государственными почестями.
В 1983 году избран почётным гражданином Рио-де-Жанейро. Лауреат Международной Ленинской премии «За укрепление мира между народами» за 1980—1982 годы.

Жена — Лили Льерено (с 1941 года), 2 дочери.